# Бла
Бла (на френски: Bla) е град в Мали.

## География
Град Бла е разположен в област (регион) Сегу. На север от Бла на около 85 км се намира областният център град Сегу, а на запад на около 200 км е столицата Бамако. На изток на около 100 км се намира границата с Буркина Фасо. На север от Бла се намират двете най-големи реки в Мали, Нигер и Бани. Населението на града по данни от преброяването през 2009 г. е 61 338 жители.

## История
Първите сведения за града датират от 18 век.